# Pfarrkirche Hagensdorf

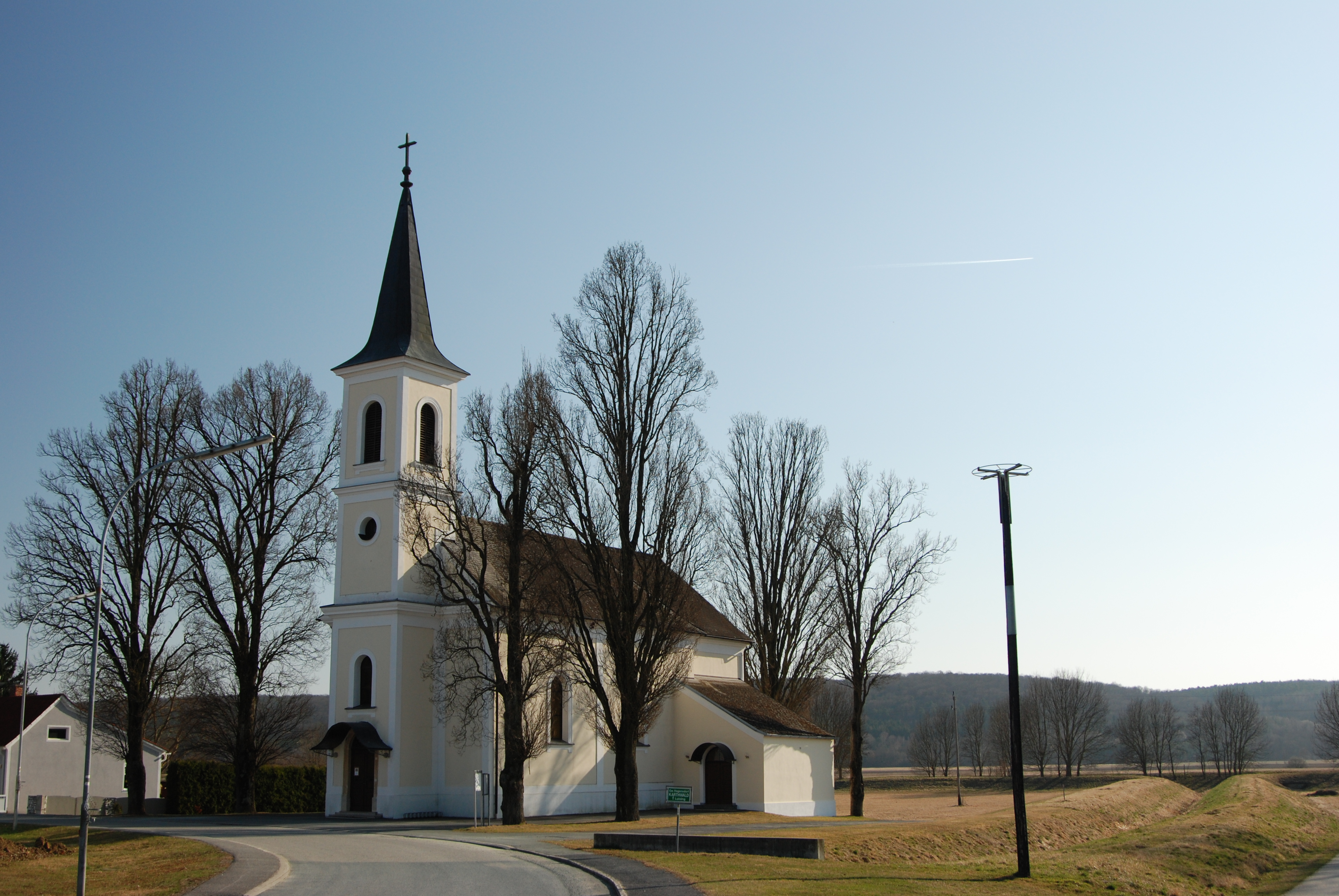
Pfarrkirche Hagensdorf

Die römisch-katholische Pfarrkirche Hagensdorf steht im Ortsteil Hagensdorf (ungarisch Karácsfa) der Gemeinde Heiligenbrunn (ungarisch Szentkút, kroatisch Šenkut) im Bezirk Güssing im Burgenland. Sie gehört zum Seelsorgeraum Zur Göttlichen Barmherzigkeit/Unteres Stremtal im Dekanat Güssing in der Diözese Eisenstadt. Der Sakralbau ist den Heiligen Kosmas und Damian gewidmet und steht unter Denkmalschutz.

## Geschichte

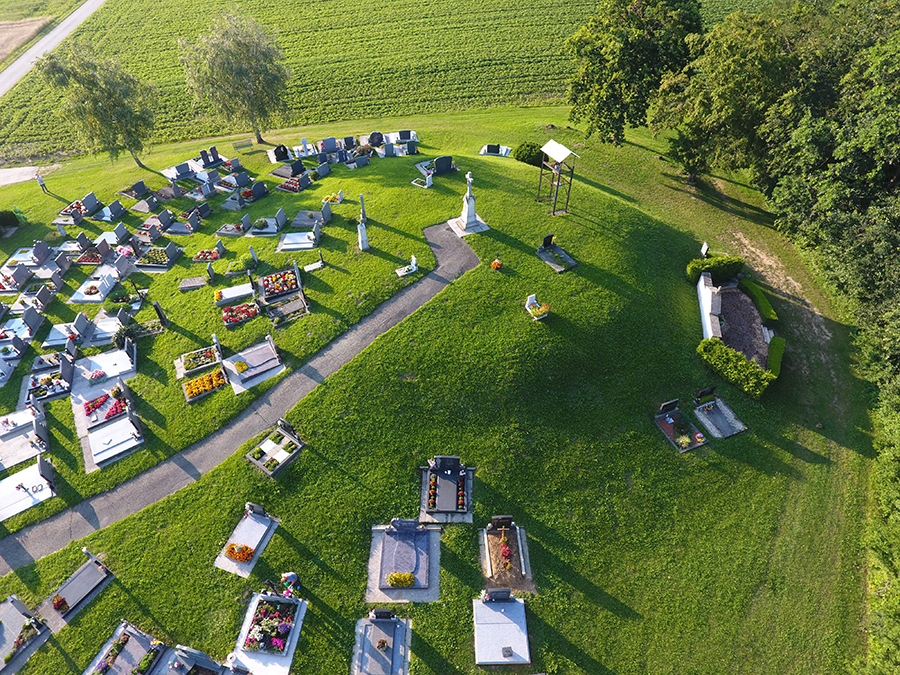
Friedhofshügel Hagensdorf-Luising, Standort der ersten Kirche

Vor Erhebung zur eigenständigen Pfarrgemeinde, vermutlich im 13. Jahrhundert, war der Ort Teil der karolingischen Pfarre Prostrum (ungarisch Szentpéterfa) und der Pfarre Allerheiligen (ungarisch Pinkamindszent). Von 1656 bis 1788 kam es wegen Priestermangel zu einer Mitbetreuung durch den jeweiligen Pfarrer von Heiligenbrunn. Im Jahr 1788 wurden die Ortschaften Hagensdorf, Luising und Ungarisch-Bieling zur selbstständigen Ortskaplanei, 1807 zur eigenständigen Pfarre zusammengefasst. Ab 1973 wurden beide Pfarren, bis zur Gründung des Seelsorgeraums im Jahr 2021, immer von einem gemeinsamen Priester mit Pfarramt in Deutsch-Bieling betreut.
1482 kam es im Zuge einer Schenkung an die Pauliner Eremiten von Kulm zur ersten urkundlichen Erwähnung eines Kirchengebäudes. Diese erhielten unter anderem die Kirche von den Herren von Eberau, Stefan und Johann von Ellerbacher, übertragen. Die damalige Kirche befand sich aber nicht im Ort, sondern auf dem Friedhofshügel Hagensdorf-Luising, etwa 1,3 km nördlich der Ortschaft. Laut Visitationsbericht von 1697 hatte die Kirche ein gewölbtes Sanktuarium mit Wandtabernakel, der Rest des Gebäudes eine farbig verzierte flache Decke. Durch die Lage außerhalb des Dorfes sie selten genutzt worden und (laut Visitation 1757) trotz einer Renovierung 1732mehr oder weniger zur Ruine verfallen.
Im Jahr 1788 wurde sie daher abgerissen und, unter Verwendung des Materials der alten Kirche, direkt in der Ortschaft neu errichtet. Bei einem Großbrand 1843, der nahezu das ganze Dorf vernichtete, blieben Kirche und Pfarrhof unbeschädigt. 1878 wurde die Kirche vergrößert, 1869 erhielt sie eine neue Orgel, die wiederum 1926 mit einem neuen Orgelwerk ausgestattet wurde.
Renovierungen der Pfarrkirche wurden in den Jahren 1948, 1953, 1982 und 1999 durchgeführt.

## Architektur
Bei der Kirche handelt es sich um einen klassizistischen Saalbau mit Faschengliederung. Im Norden ist ein dreigeschoßiger teileingebundener Turm mit Spitzhelm vorgebaut, südseitig eine Polygonapsis mit eingezogenem Chor mit 3/8-Schluss. Nordwestseitig gibt es einen Sakristeianbau und im Südosten einen angebauten Aufbahrungsraum.
Über dem einschiffigen zweijochigen Langhaus befindet sich zwischen Doppelgurtbögen ein breites Platzlgewölbe, das auf Doppelpilastern ruht. Auch über das Chorjoch ist ein Platzlgewölbe gespannt. Ein rundbogiger Triumphbogen trennt das Kirchenschiff vom Chor, über dem sich ein Kappengewölbe befindet. Die einschiffige Empore verfügt über eine vorgebauchte Brüstung.

## Ausstattung

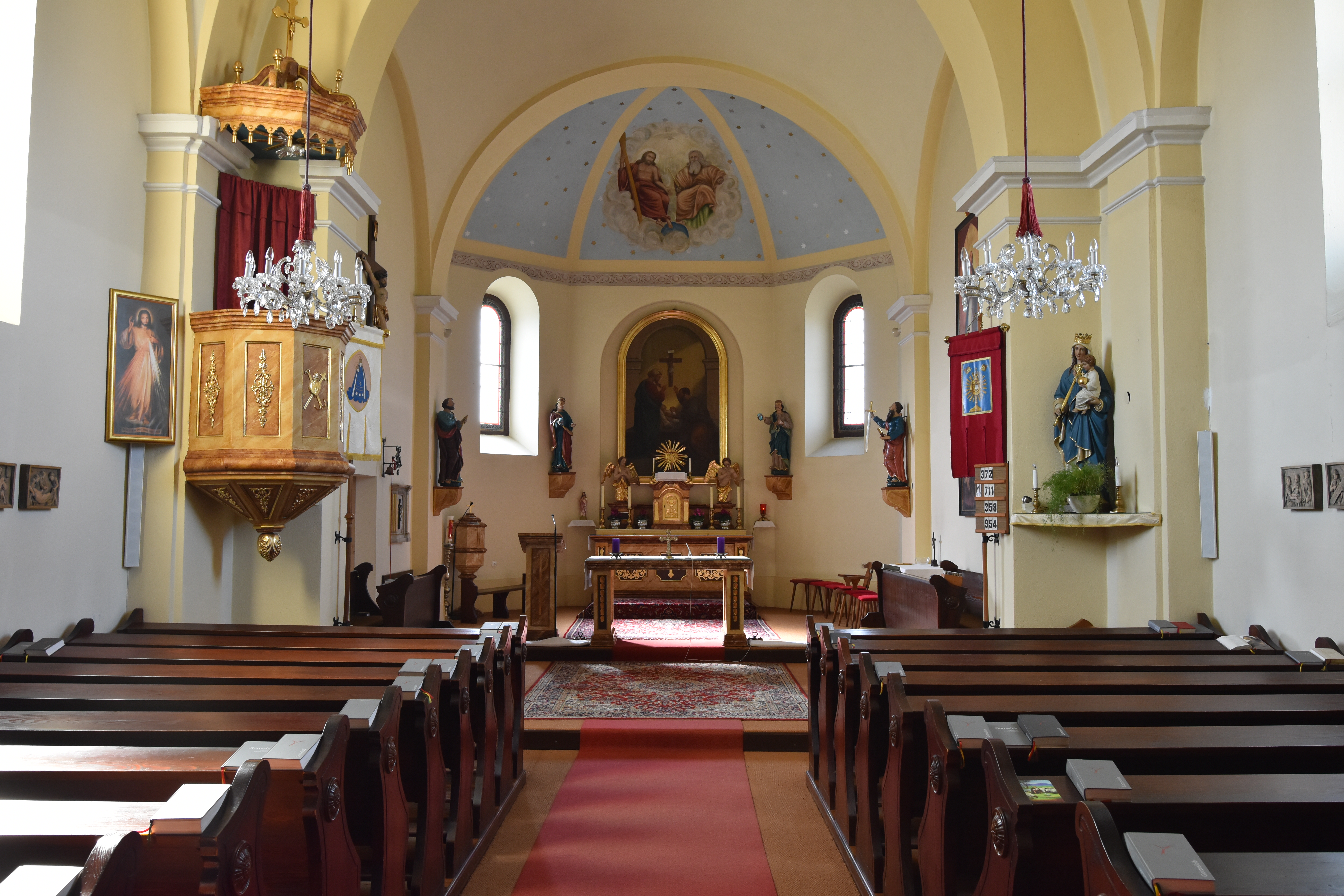
Blick durchs Langhaus

Der Hauptaltar besteht aus einem niedrigen Holzaufbau, dem zentral ein Tabernakel aufgesetzt ist. Er trägt ein nimbiertes Nomen Sacrum und wird beidseitig von je einer vergoldeten Engelsfigur flankiert. Darüber befindet sich in einer Bogennische das Altarbild Heiliger Kosmas und Damian. Flankiert wird es von zwei Holzschnittfiguren der beiden Heiligen auf Wandkonsolen. Zwei weitere Konsolen mit Figuren der Heiligen Apostel Petrus und Paulus befinden sich an Pilastern im Altarraum. Die vier Figuren wurden Ende des 18. Jahrhunderts geschaffen, jedoch zwischenzeitlich verändert. Über dem Altarbild gibt es ein modernes Deckengemälde der Heiligen Dreifaltigkeit.
Neben einem großen Holzkreuz mit Christusfigur befinden sich im Altarraum ein Volksaltar mit Ambo, Taufkasten, Prozessionskreuz und zwei Prozessionsfahnen sowie ein lebensgroßes Gemälde der Heiligen Gisela von Bayern. Links am Triumphbogen befindet sich eine einfache Kanzel mit Schalldeckel, die aus der Bauzeit der Kirche stammt. Rechts am Triumphbogen gibt es eine Madonna mit Kind, auf mehreren Wandkonsolen im Bereich der Empore gibt es Figuren der Heiligen Josef, Florian, Antonius und Theresia.
Die Orgel mit zehn Registern und zwei Manualen stammt aus der Werkstatt von Ferdinand Peppert aus Steinamanger und hat ein Orgelwerk aus 1960 vom Eisenstädter Orgelbaumeister Huber.
Im Turm befinden sich zwei unterschiedlich große Glocken, die wahrscheinlich 1821 in Graz gegossen und geweiht wurden.

## Sonstiges
- Am Standort der ehemaligen Kirche teilen sich die beiden Orte Hagensdorf und Luising noch immer einen Friedhof. Er hat einen hölzernen Turm mit Glocke.[17]
- Liste der Pfarrseelsorger von Hagensdorf:

| Name                           | Wirkungszeit | Anmerkung |
| ------------------------------ | ------------ | --- |
| Simon Albert                   | 1674         | Pfarrer von Heiligenbrunn, ursprünglich aus Helvetia |
| N.N.                           | 1697         | Pfarrer von Heiligenbrunn, starb einige Wochen vor der Visitation |
| Johann B. Gruden (Groden)      | 1697–1698    | Pfarrer von Heiligenbrunn, hatte ernste Probleme mit den Kuruzzen |
| P. Petrus Holz                 | 1712–1713    | Pfarrer von Heiligenbrunn, Zisterzienserpater aus Bayern |
| P. Anton Galler                | 1714         | Pfarrer von Heiligenbrunn, Kapuzinerpater |
| Josef Ignaz Hatzl              | 1741–1755    | |
| P. Immanuel Fogl               | 1755–1756    | Franziskanerpater, gehört zum Kloster Güssing |
| Jakob Sumlics                  | 1756–1759    | Pfarrer von Heiligenbrunn, feiert jeden 3. Sonntag und jeden 2. Festtag Hl. Messe in Hagensdorf |
| Paul Tometics                  | 1759–1766    | |
| P. Ägidius Dragsich, OFM       | 1766–1767    | Pfarrer von Heiligenbrunn |
| Michael Josef Wagner           | 1767–1784    | Pfarrer von Heiligenbrunn, in der Franziskanergruft Güssing begraben |
| Georg Genszka                  | 1684–1788    | Pfarrer von Heiligenbrunn |
| P. Bonaventura Valentich, OFM  | 1788–1789    | Franziskanerpater, gehört zum Kloster Güssing |
| P. Prokop Miller (Müller), OFM | 1789–1790    | Franziskanerpater, gehört zum Kloster Güssing |
| Martin Szöghi                  | 1790–1795    | |
| P. Marcarius Lipovits, OFM     | 1795–1798    | deutscher Prediger, Franziskanerpater, gehört zum Kloster Güssing |
| P. Hyazinth Gassner, OFM       | 1803–1807    | |
| Anton Martinkovics             | 1807–1811    | |
| Franz Ruesz                    | 1811–1856    | |
| Franz Illes                    | 1856–1857    | Dechant des Dekanates Rechnitz, Konsistorialrat, Ehrendomherr, Kanoniker, Großpropst |
| Franz Nößler                   | 1857–1865    | |
| Robert Schlamadinger           | 1865–1866    | Dechant des Dekanates Pinkafeld, Päpstlicher Ehrenkämmerer |
| Josef Schmidt                  | 1866–1880    | |
| Nikolaus Herczeg               | 1880–1887    | |
| Josef Eberhard                 | 1887–1917    | |
| Josef Mischinger               | 1917–1973    | Geistlicher Rat, Ehrenkonsistorialrat, Träger des Ehrenzeichens des Landes Burgenland, Ehrenbürger von Hagensdorf und Heiligenbrunn                                                                             |
| Franz Berzsenyi                | 1964–1991    | ab 1973 auch Pfarrer von Heiligenbrunn, Mitglied des Priester- und Dekanatsrates, Träger des Ehrenrings von Heiligenbrunn, in der Freizeit als Fußballschiedsrichter tätig, starb als Pfarrer von Heiligenbrunn |
| P. Marcellus Lang, OFM         | 1991–1992    | auch Pfarrer von Heiligenbrunn, stammte aus Polen, Franziskanerpater, gehörte zum Kloster Güssing |
| Mag. Georg Lang                | 1992–1993    | auch Pfarrer von Heiligenbrunn, später Generalvikar der Diözese Eisenstadt |
| Mag. Burghardt Lang            | 1993–2013    | auch Pfarrer von Heiligenbrunn, aus gesundheitlichen Gründen abberufen, später wieder Aushilfspfarrer in Hagensdorf und Heiligenbrunn, Träger des Verdienstkreuzes des Landes Burgenland                        |
| Walter Rudy                    | 2013–2015    | zuvor bereits Aushilfskaplan in Hagensdorf und Heiligenbrunn |
| Mag. Ján Wechter               | seit 2015    | ursprünglich nur Pfarrer von Großmürbisch, später auch von Hagensdorf und Heiligenbrunn, seit 2020 Leiter des Seelsorgeraums Zur Göttlichen Barmherzigkeit/Unteres Stremtal mit Sitz in Strem                   |

Quelle: Josef Rittsteuer: Zur Kirchengeschichte von Hagensdorf

## Fotogalerie

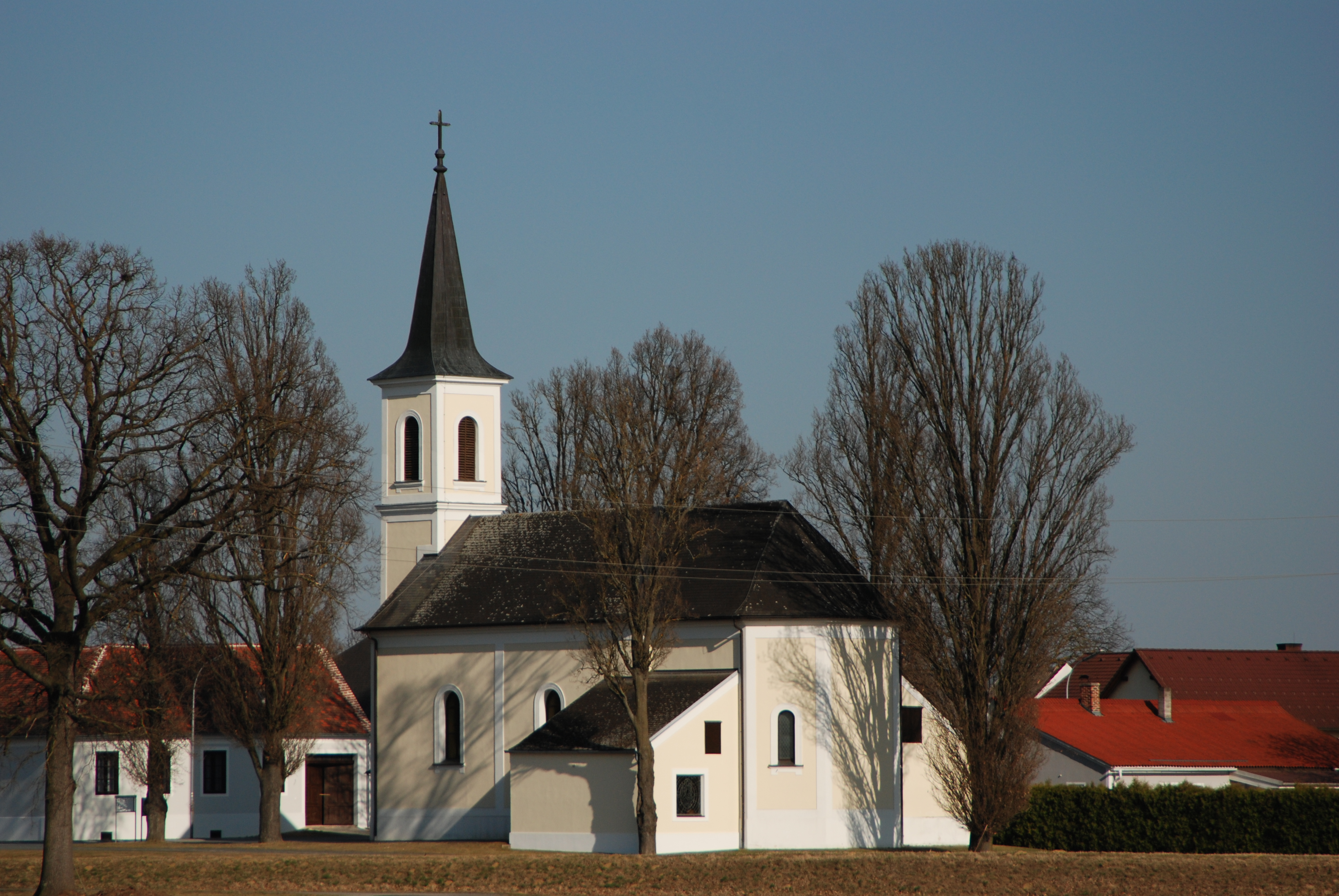
Südansicht der Kirche
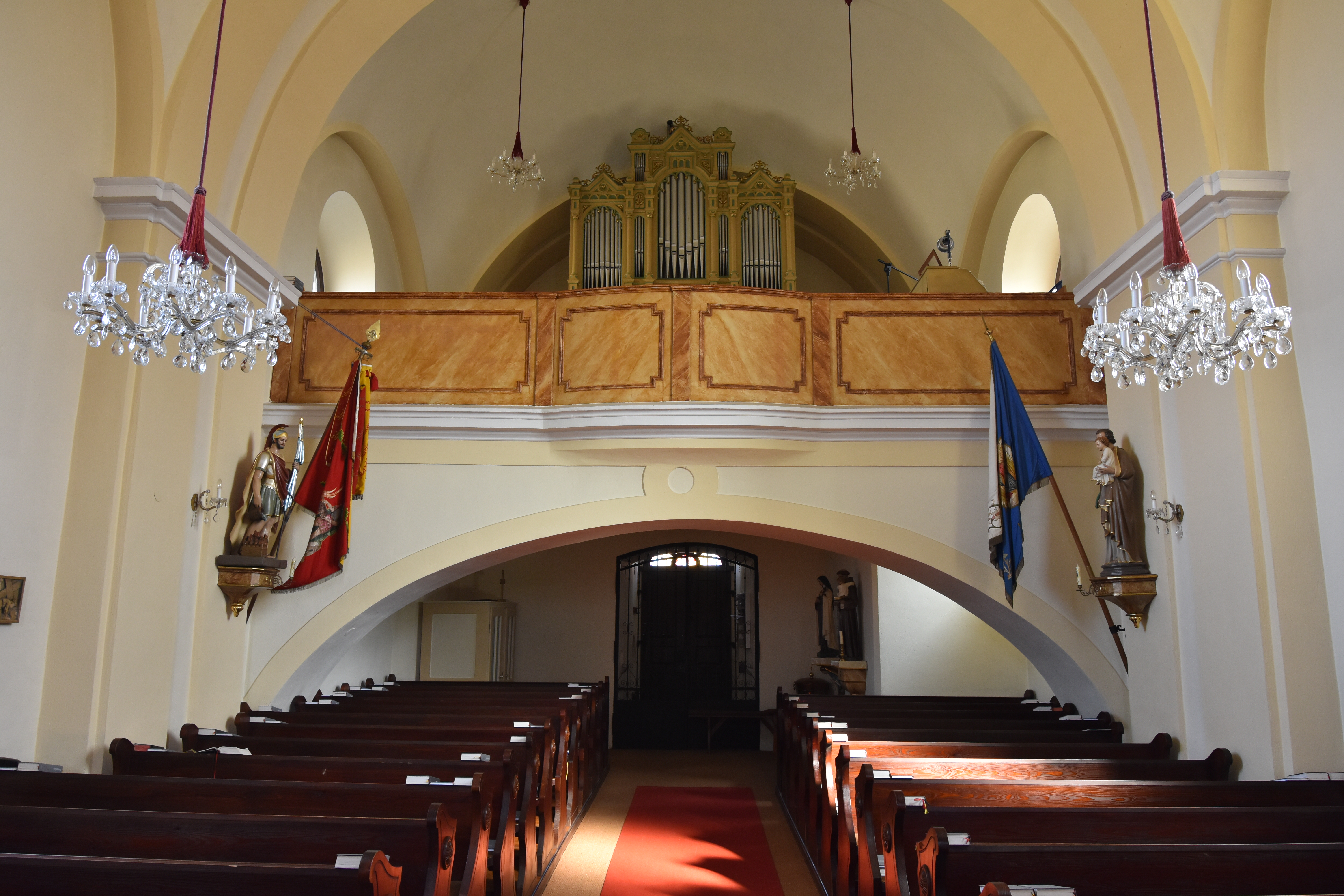
Empore mit Orgel
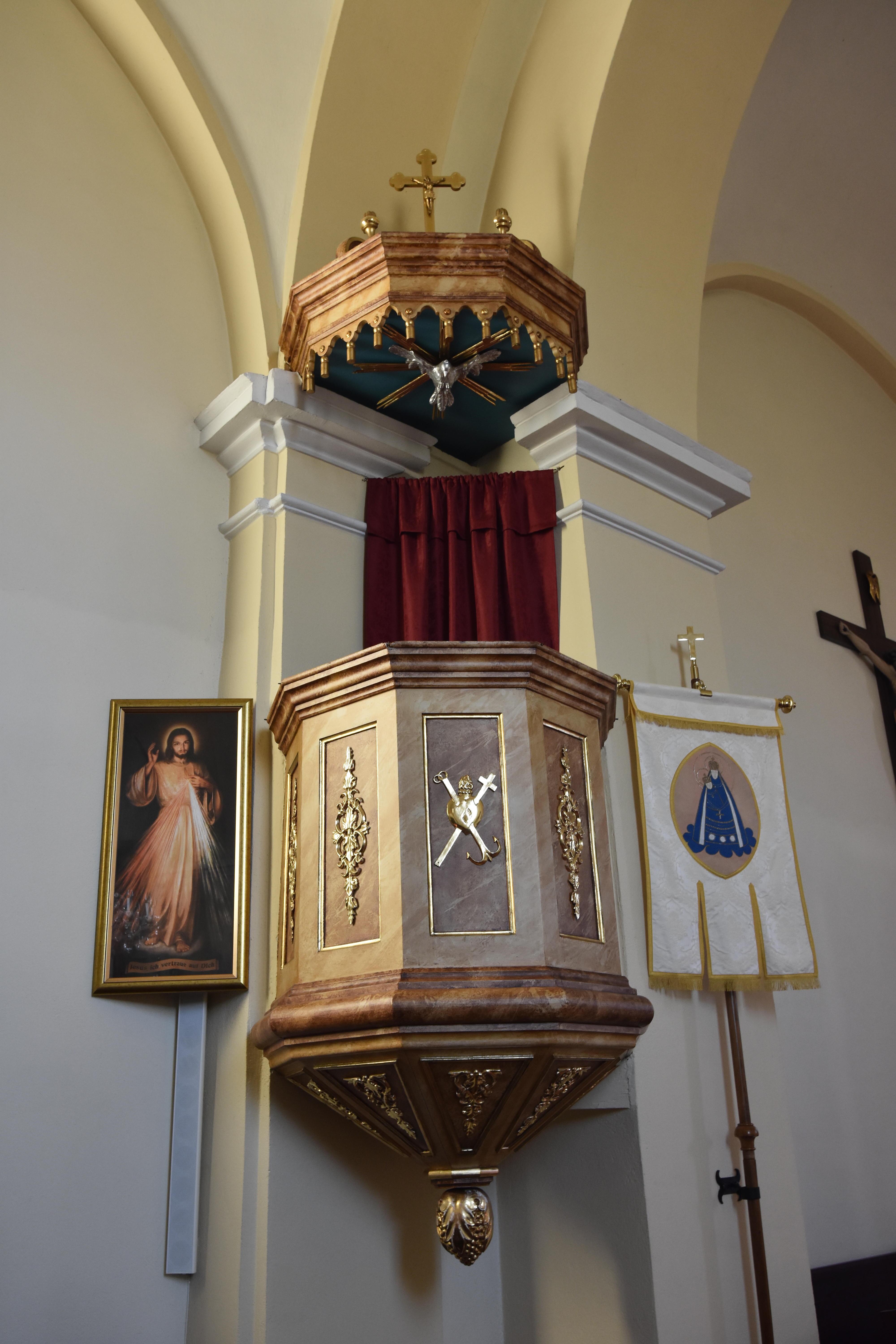
Kanzel mit Schalldeckel
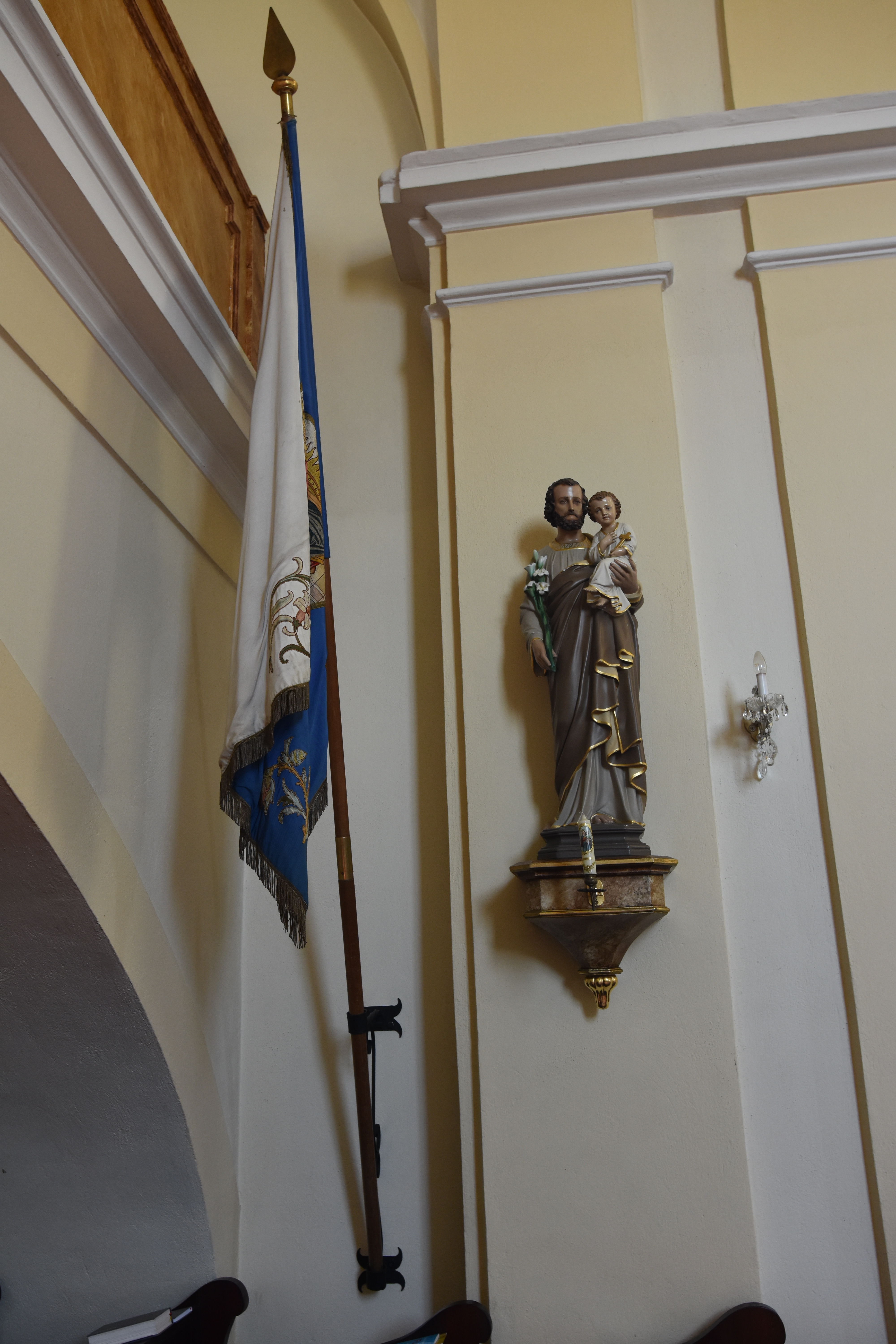
Hl. Josef mit Kind
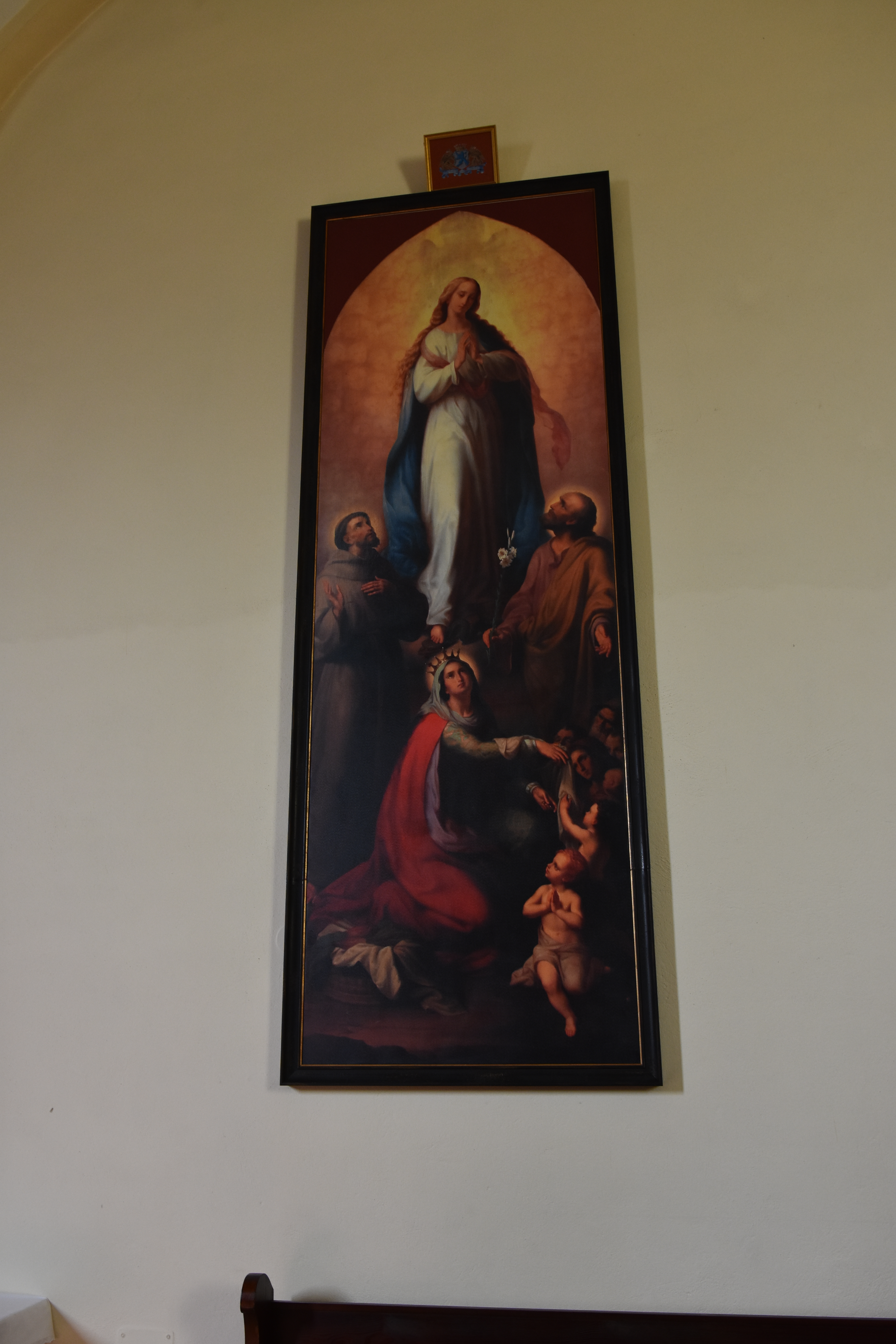
Bildnis der Hl. Gisela